# 伏爾加水電站
伏爾加水電站是歐洲最大的水力發電廠，在1961年9月10日啓用，是苏共二十二大的献礼工程。伏尔加坝是伏爾加河注入裡海前的最後一道水壩，為伏爾加格勒和莫斯科供電。興建水壩阻礙裡海的魚類繁殖遷移，水庫也導致失去大片肥沃土地。

## 外部連結
- Volzhskaya GES official site （页面存档备份，存于） （俄文）
- Description of the station （俄文）
- Google maps - Satellite shot centred on the station.